# アライアンス
アライアンス（英語: alliance）は、日本語に直訳すると「同盟」という意味であるが、カタカナ語として日本のマスメディアで使用される場合、企業同士の提携の意味で用いられる。また、キリスト教の宣教団体の提携の意味でも使われている(日本アライアンス教団)。
「A社がB社とアライアンスを組む」などと使われ、ある企業と提携し共同で事業を行っていくことを指す。例えば、コンピューターのソフトウェア開発会社が販売会社と“アライアンス”を組み、開発会社は開発に専念、販売会社は代理店としてソフトの販売に注力する、などである。
別企業と共同で事業を行うという意味では下請けと似ているが、事業における企業間の対等性の有無が大きく異なる。アライアンスにおいては提携企業同士がイコールパートナーという形で事業を行うが、元請けと下請けの関係である場合は企業間に「上下関係」があるため、これはアライアンスとは別物とされる。

このようなアライアンスの代表的な例として、プロサッカーＪリーグにおける、同一リーグのクラブ同士がお互いのチケットを拡販し合う、チケットアライアンス等があげられる。